# Комленович, Слободан
Слобо́дан Комле́нович (родился 2 января 1971; серб. вуковица: Слободан Комљеновић; гаевица: Slobodan Komljenović) — югославский футболист, выступавший на позиции защитника.
Профессиональную футбольную карьеру начал в немецком «Айнтрахте», также выступал за ряд немецких клубов и испанскую «Сарагосу».
Участник чемпионата мира по футболу 1998 и чемпионата Европы по футболу 2000 в составе сборной Югославии.

## Биография

### Клубная карьера
Слободан Комленович родился 2 января 1971 года во Франкфурте-на-Майне, в Западной Германии в семье сербских эмигрантов. Футболом начал заниматься в любительских клубах родного города «SG Viktoria Griesheim» и «SG Hoechst». В 1990 году Комленович перешёл в профессиональный футбольный клуб франкфуртский «Айнтрахт». В сезоне 1991/92 Комленович играл в составе молодёжной команды «Айнтрахта», которая выступала в Региональной лиге «Юг». В первый год выступлений за «Айнтрахт II» Слободан провёл 19 матчей в рамках Региональной лиги.
В составе основной команды Комленович дебютировал при югославском специалисте Драгославе Степановиче в матче Первой Бундеслиги 21 ноября 1992 года против «Шальке 04». Встреча завершилось со счётом 0:0, а Комленович стал игроком основного состава и отыграл в дебютном сезоне 18 игр в чемпионате страны. В том сезоне Айнтрахт выиграл «бронзу» немецкого чемпионата и получил путёвку в Кубок УЕФА. Уход в 1993 году Степановича с поста главного тренера, не повлиял на положение Комленовича в команде. В последующие сезоны Слободан являлся важным игроком обороны команды, которая с каждым годом выступала хуже предыдущего и в сезоне 1995/96 «Айнтрахт» вылетел во Вторую Бундеслигу.
Отыграв сезон за «Айнтрахт» во Второй Бундеслиге, Комленович вернулся в элитный дивизион немецкого футбола, подписав контракт с «Дуйсбургом». В сезоне 1997/98 «Дуйсбург» играл на достойном уровне, заняв итоговое 8-е место в Бундеслиге. Помимо этого команда Фридхайма Функеля дошла до финала Кубка Германии, где уступила мюнхенской «Баварии» (1:2).
В составе «зебр» Комленович отыграл два сезона в ходе которых являлся игроком основного состава, пропустив за два года всего лишь 3 игры в чемпионате. В сезоне 1998/99 Комленович дебютировал в еврокубках, сыграв в розыгрыше Кубка обладателей кубков против бельгийского «Генка».
В 1999 году Слободан перешёл в более амбициозный «Кайзерслаутерн», в составе которого играл в розыгрыше Кубка УЕФА 1999/00. Комленович вышел на замену в матче с английским «Тоттенхэмом» и помог своей команде пройти в следующий раунд. В составе «красных чертей» Комленович также провёл два сезона, однако не так часто выходил на поле как в «Дуйсбурге».
В 2001 году в возрасте 30 лет Комленович подписал контракт с испанской «Сарагосой». Во второй части сезона 2001/02 Комленович стал игроком основного состава команды, однако это не помогло «Сарагосе» избежать вылета в Сегунду. В январе 2004 года после того, как «Сарагоса» вернулась в Примеру Комленович принял решение вернуться в Германию и подписал контракт с клубом Второй Бундеслиги «Ваккер». В межсезонье Комленович перешёл в другой клуб Второй Бундеслиги «Мюнхен 1860» за который выступал два сезона.
В 2006 году Слободан принял решение завершить карьеру профессионального футболиста в возрасте 35 лет. За свою карьеру Комленович провёл 210 матчей в Первой Бундеслиге, забив 11 мячей. Однако в 2007 года Комленович продолжил играть в футбол на любительском уровне в клубе «Union Weißkirchen» из 3-го австрийского дивизиона. В июне 2008 года Комленович перешёл в немецкий любительский клуб «VfR Jettingen», играющий в Бециркслиге (8-м немецком дивизионе).
В сезоне 2009/10 Комленович вернулся на историческую родину своих предков в Боснию и Герцеговину, где стал спортивным директором клуба «Лакташи». По итогам сезона «Лакташи» вылетел из высшего дивизиона Боснии и Герцеговины в Первую лигу Республики Сербской.

### Международная карьера
Слободан Комленович дебютировал в составе сборной Югославии 23 декабря 1994 года в товарищеской игре со сборной Бразилии. Несмотря на то, что Слободан не сыграл ни одной встречи в составе сборной в ходе отборочного турнира к чемпионату мира 1998, он был внесён в заявку сборной Югославии на мундиаль во Франции главным тренером Слободаном Сантрачем. В финальной части чемпионата мира Комленович провёл 3 матча и отметился двумя забитыми мячами. В первом матче сборной на турнире против Ирана Комленович не участвовал, однако вторую игру против Германии (2:2) провёл полностью. В заключителном мачте группового раунда со сборной США Слободан принёс победу югославам, забив единственный мяч во встрече уже на 4-й минуте. В матче 1/8 финала со сборной Нидерландов, проигранной югославами 1:2, Комленович также сумел отличиться.
После чемпионата мира Комленович не вызывался в состав сборной на первые матчи отборочного турнира к Чемпионату Европы 2000. Слободан сыграл лишь в двух матчах отборочной кампании в сентябре 1999 года против Ирландии (1:2) и Македонии (4:2). Однако, несмотря на это Комленович был включён в состав сборной тренером «плави» Вуядином Бошковым на чемпионат Европы 2000. Слободан провёл на турнире 3 матча и отметился одним голом. Первую игру со словенцами Комленович пропустил, однако во всех последующих матчах «плави» Слободан принял участие. В драматичном поединке со сборной Испании, Комленович сумел забить один из трёх мячей в ворота соперника, однако этого оказалось недостаточно для победы (3:4). В матче 1/8 финала против голландцев югославы были разгромлены со счётом 1:6 и прекратили выступления на континентальном первенстве.

### Матчи и голы за сборную
| №  | Дата            | Соперник    | Счёт | Голы | Турнир                   |
| 1  | 23 декабря 1994 | Бразилия    | 0:2  | -    | Товарищеский матч        |
| 2  | 27 декабря 1994 | Аргентина   | 0:1  | -    | Товарищеский матч        |
| 3  | 21 мая 1995     | Россия      | 1:2  | -    | Товарищеский матч        |
| 4  | 25 февраля 1998 | Аргентина   | 1:3  | -    | Товарищеский матч        |
| 5  | 25 марта 1998   | Колумбия    | 0:0  | -    | Товарищеский матч        |
| 6  | 22 апреля 1998  | Южная Корея | 3:1  | -    | Товарищеский матч        |
| 7  | 29 мая 1998     | Нигерия     | 3:0  | -    | Товарищеский матч        |
| 8  | 3 июня 1998     | Япония      | 1:0  | -    | Товарищеский матч        |
| 9  | 6 июня 1998     | Швейцария   | 1:1  | -    | Товарищеский матч        |
| 10 | 21 июня 1998    | Германия    | 2:2  | -    | Чемпионат мира 1998      |
| 11 | 25 июня 1998    | США         | 1:0  | 1    | Чемпионат мира 1998      |
| 12 | 29 июня 1998    | Нидерланды  | 1:2  | 1    | Чемпионат мира 1998      |
| 13 | 2 сентября 1998 | Швейцария   | 1:1  | -    | Товарищеский матч        |
| 14 | 23 декабря 1998 | Израиль     | 0:2  | -    | Товарищеский матч        |
| 15 | 1 сентября 1999 | Ирландия    | 1:2  | -    | Отборочные матчи ЧЕ-2000 |
| 16 | 8 сентября 1999 | Македония   | 4:2  | -    | Отборочные матчи ЧЕ-2000 |
| 17 | 28 марта 2000   | Китай       | 1:0  | -    | Товарищеский матч        |
| 18 | 25 мая 2000     | Китай       | 2:0  | -    | Товарищеский матч        |
| 19 | 30 мая 2000     | Южная Корея | 0:0  | -    | Товарищеский матч        |
| 20 | 18 июня 2000    | Норвегия    | 1:0  | -    | Чемпионат Европы 2000    |
| 21 | 21 июня 2000    | Испания     | 3:4  | 1    | Чемпионат Европы 2000    |
| 22 | 25 июня 2000    | Нидерланды  | 1:6  | -    | Чемпионат Европы 2000    |

Итого: 22 матча / 3 гола; 8 побед, 5 ничьих, 9 поражений.

### Личная жизнь
Комленович состоит в браке с Иваной Степанович, дочерью его первого тренера в «Айнтрахте» Драгослава Степановича. В семье двое детей.

## Достижения
- Финалист Кубка Германии: 1998

## Статистика
| Клуб                      | Сезон                     | Чемпионат | Чемпионат | Кубок | Кубок | Еврокубки | Еврокубки | Итого | Итого |
| Клуб                      | Сезон                     | Игры      | Голы      | Игры  | Голы  | Игры      | Голы      | Игры  | Голы  |
| ------------------------- | ------------------------- | --------- | --------- | ----- | ----- | --------- | --------- | ----- | ----- |
| Айнтрахт                  | 1993/92                   | 18        | 0         | 0     | 0     | 0         | 0         | 18    | 0     |
| Айнтрахт                  | 1993/94                   | 26        | 0         | 1     | 0     | 0         | 0         | 27    | 0     |
| Айнтрахт                  | 1994/95                   | 32        | 3         | 1     | 0     | 0         | 0         | 33    | 3     |
| Айнтрахт                  | 1995/96                   | 31        | 1         | 0     | 0     | 0         | 0         | 31    | 1     |
| Айнтрахт                  | 1996/97                   | 27        | 1         | 1     | 0     | 0         | 0         | 28    | 1     |
| Всего за «Айнтрахт»       | Всего за «Айнтрахт»       | 134       | 5         | 3     | 0     | 0         | 0         | 137   | 5     |
| Дуйсбург                  | 1997/98                   | 33        | 2         | 6     | 1     | 0         | 0         | 39    | 3     |
| Дуйсбург                  | 1998/99                   | 31        | 2         | 3     | 0     | 2         | 0         | 36    | 2     |
| Всего за «Дуйсбург»       | Всего за «Дуйсбург»       | 64        | 4         | 9     | 1     | 2         | 0         | 75    | 5     |
| Кайзерслаутерн            | 1999/00                   | 23        | 2         | 1     | 0     | 1         | 0         | 25    | 2     |
| Кайзерслаутерн            | 2000/01                   | 16        | 1         | 2     | 0     | 0         | 0         | 18    | 1     |
| Всего за «Кайзерслаутерн» | Всего за «Кайзерслаутерн» | 39        | 3         | 3     | 0     | 1         | 0         | 43    | 3     |
| Сарагоса                  | 2001/02                   | 15        | 0         | 0     | 0     | 0         | 0         | 15    | 0     |
| Сарагоса                  | 2002/03                   | 23        | 2         | 0     | 0     | 0         | 0         | 23    | 2     |
| Всего за «Сарагосу»       | Всего за «Сарагосу»       | 38        | 2         | 0     | 0     | 0         | 0         | 38    | 2     |
| Ваккер                    | 2003/04                   | 15        | 1         | 0     | 0     | 0         | 0         | 15    | 1     |
| Всего за «Ваккер»         | Всего за «Ваккер»         | 15        | 1         | 0     | 0     | 0         | 0         | 15    | 1     |
| Мюнхен 1860               | 2004/05                   | 26        | 0         | 2     | 0     | 0         | 0         | 28    | 0     |
| Мюнхен 1860               | 2005/06                   | 9         | 0         | 0     | 0     | 0         | 0         | 9     | 0     |
| Всего за «Мюнхен 1860»    | Всего за «Мюнхен 1860»    | 35        | 0         | 2     | 0     | 0         | 0         | 37    | 0     |
| Всего за карьеру          | Всего за карьеру          | 325       | 16        | 17    | 1     | 3         | 0         | 345   | 16    |